# One by One (album des Foo Fighters)
Pour les articles homonymes, voir One by One.
Vous lisez un « bon article » labellisé en 2012.
Albums de Foo Fighters
There Is Nothing Left to Lose
(1999) In Your Honor
(2005)
Singles
1. All My Life
Sortie : 7 septembre 2002
2. Times Like These
Sortie : 20 janvier 2003
3. Low
Sortie : 23 juin 2003
4. Have It All
Sortie : 22 septembre 2003

One by One est le quatrième album studio du groupe américain de rock alternatif Foo Fighters publié le 22 octobre 2002 par RCA Records. Sorti en deux éditions, l'une avec une pochette noire, l'autre avec une pochette blanche, cet album voit l'arrivée du guitariste Chris Shiflett au sein du groupe.
La production de cet opus est assez agitée, puisque les premières sessions d'enregistrement sont considérées comme non satisfaisantes et des tensions naissent entre les membres du groupe. Ils décident alors de reprendre tout depuis le début dans le studio du chanteur et guitariste Dave Grohl à Alexandria en Virginie pendant deux semaines. Les chansons sont plus agressives, le son est plus lourd et les paroles plus introspectives que sur les albums précédents. D'après Dave Grohl, cela témoigne de la volonté du groupe de mettre dans un album studio l'énergie qu'ils dépensent sur scène.
L'album et les singles All My Life et Times Like These sont un succès commercial, atteignant la première place des classements en Australie, en Irlande et au Royaume-Uni. Plus d'un million d'exemplaires de l'album se vendent aux États-Unis. Il reçoit de bonnes critiques, est félicité pour sa sonorité et sa production, et remporte le Grammy Awards du « Meilleur Album Rock » en 2004. Cependant, certains critiques considèrent que le travail est moins bon que sur les précédents albums et même le groupe estime désormais qu'il est plutôt mauvais dans son ensemble.

## Historique

### Contexte

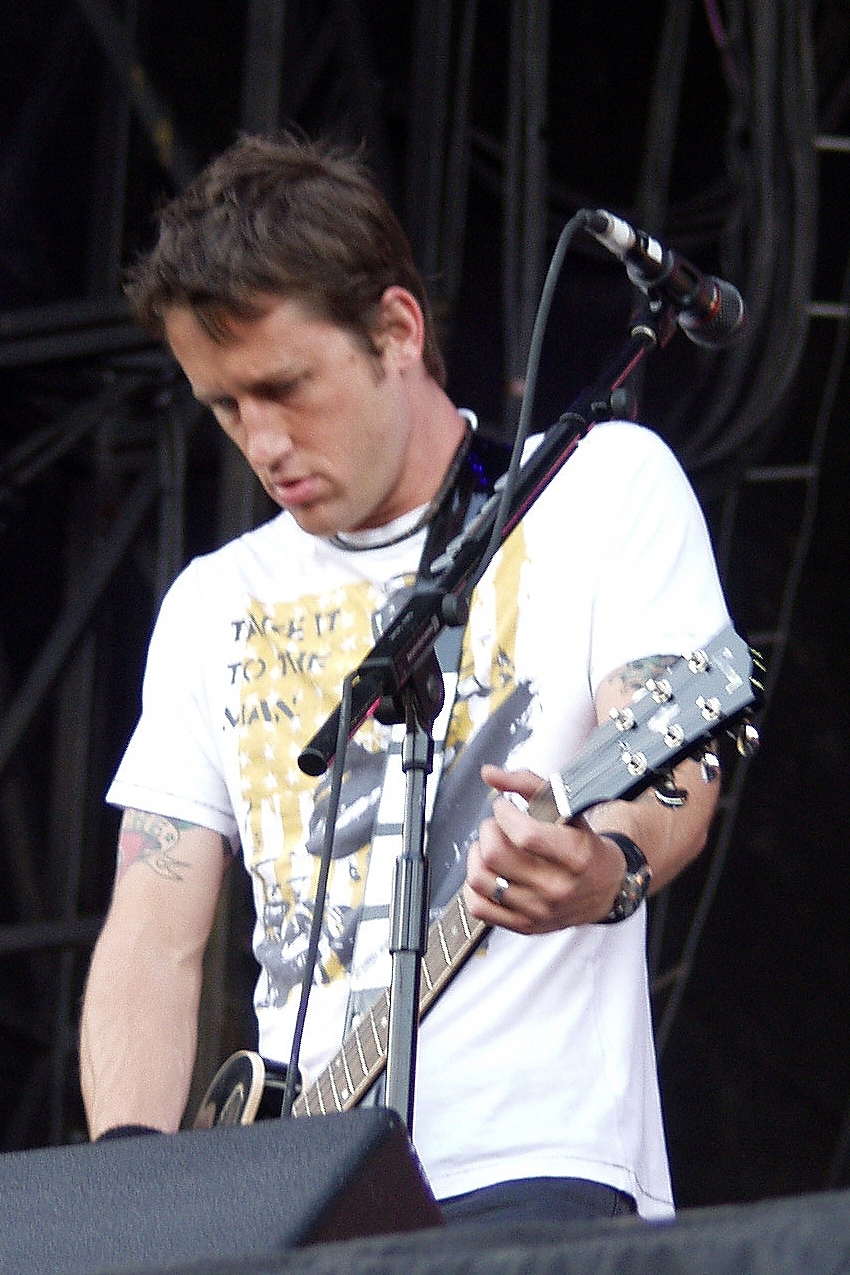
Chris Shiflett, pour qui c'est le premier album studio avec Foo Fighters, décrit l'enregistrement de celui-ci comme la façon la plus bizarre de faire un album.

De 1999 à 2001, Foo Fighters donne des concerts pour la tournée de son troisième album, There Is Nothing Left to Lose. Avec une programmation rallongée, le groupe passe une grande partie de cette période sur la route. Il faut donc attendre le début de l'année 2001 pour qu'ils composent les premières chansons du futur album. Ils produisent quelques démos lors de leur séjour au studio maison du batteur Taylor Hawkins à Topanga, puis le groupe repart dans une tournée de festivals européens lors du second trimestre de 2001.
En août 2001, après le concert au V Festival de Londres, Taylor Hawkins fait une overdose d'héroïne qui le laisse deux jours dans le coma,. Pendant sa phase de récupération, Dave Grohl accepte de jouer la batterie sur l'album Songs for the Deaf pour le groupe Queens of the Stone Age. En octobre, Foo Fighters se remet à composer des chansons, puis enregistre de novembre à décembre au Studio 606 de Dave Grohl à Alexandria en Virginie en compagnie du producteur de leur précédent album, Adam Kasper, et de Nick Raskulinecz qu'ils ont rencontré lors de la réalisation de la chanson A320 pour la musique de film Godzilla. Ce dernier, qui vient juste de quitter les studios Sound City à Los Angeles pour devenir producteur, comptait sur le fait que Dave Grohl, qui a des difficultés à trouver quelqu'un « qui accepterait de rester assis durant quatre mois dans sa cave », le choisisse pour le travail en raison de « sa nature dynamique et enthousiaste ».

### Enregistrement et production
En janvier 2002, les sessions d'enregistrement à Alexandria deviennent de plus en plus stériles et seulement six chansons sont achevées. Le groupe décide alors de « changer de décor » et part pour Los Angeles et les studios Conway,,. Vingt-neuf chansons y sont enregistrées, parmi lesquelles le single The One qui fait partie de la bande originale du film Orange County,. Dix d'entre elles sont utilisées pour le futur album. Finalement, l'enregistrement dure quatre mois et coûte plus de 1 000 000 $,. C'est le premier album des Foo Fighters qui est produit avec le logiciel Pro Tools et dont chaque instrument est enregistré séparément,.
Malgré cela, les sessions sont jugées insatisfaisantes. Taylor Hawkins dit que « personne n'était en phase », tandis que Dave Grohl estime « que le groupe manquait d'envie et était trop concentré sur la production »,, ajoutant qu'il « avait l'impression que les premiers enregistrements étaient des chansons sans énergie, comme si elles étaient jouées par d'autres groupes ». De plus, les tensions au sein du groupe sont grandissantes, à tel point que cela sort du studio. Le batteur avoue « ne plus les voir comme un groupe » et qu'il y a de l'animosité entre les différents membres. Le bassiste Nate Mendel raconte qu'« il avait sans cesse des désaccords avec Dave Grohl sur la musique, la façon de faire, etc. » et que « ça l'énervait, au point de douter de lui-même ». Chris Shiflett, le nouveau guitariste, renchérit en disant « qu'il a passé plusieurs jours dans le studio sans jouer ». Le groupe est déçu de ses productions et n'hésite pas à le montrer puisque Taylor Hawkins va même jusqu'à décrire les chansons comme « des démos à un million de dollars » et Dave Grohl les considère comme« trop propres, trop insipides et trop ennuyeuses ». Finalement, le groupe n'apprécie que la moitié des morceaux enregistrés, même s'ils pensent que ceux qui l'écouteront apprécieront quand même les autres titres. Dave Grohl avoue au passage qu'il a peur de faire la promotion de l'album car il ne croit pas en sa réussite. Le manager John Silva écoute les enregistrements et reconnaît qu'ils ne représentent pas vraiment bien le groupe et « qu'il pouvait être publié maintenant, mais qu'il ne sait pas si beaucoup de gens voudraient l'acheter ».
En avril 2002, le groupe se débarrasse des enregistrements et prend une pause. Chaque membre s'investit alors dans un projet différent : Dave Grohl devient batteur à plein temps pour Queens of the Stone Age au cours de la tournée qui suit la sortie de l'album auquel il a participé, Chris Shiflett crée les groupes Viva Death et Jackson United avec son frère Scott, et revient au sein de Me First and the Gimme Gimmes, Taylor Hawkins joue avec Eric Avery, le bassiste de Jane's Addiction et Nate Mendel se lance aux côtés du groupe Juno avant de retrouver William Goldsmith dans The Fire Theft. À la fin du mois, les membres des Foo Fighters se retrouvent pour le concert prévu pour le Coachella Festival. Dave Grohl pressent que ce sera la dernière fois qu'ils joueront tous ensemble, et au cours des répétitions, les vives tensions se transforment en bagarres, notamment entre Taylor Hawkins et lui. Malgré tout, ils décident de jouer le soir avant de prendre une décision sur l'avenir du groupe. Finalement, le plaisir prend le dessus lors du spectacle et ils choisissent de rester ensemble et de refaire les chansons qu'ils avaient enregistrées.
Avant de repartir en tournée avec les Queens of the Stone Age, Dave Grohl décide de travailler durant deux semaines sur l'album des Foo Fighters et de promouvoir Nick Raskulinecz producteur. Dans un premier temps, il rend visite à Taylor Hawkins à Topanga afin de retravailler les chansons déjà faites et pour lui montrer ses nouvelles compositions, telles que Times Like These, Low et Disenchanted Lullaby,,. Ils vont ensuite en Virginie pendant douze jours avec pour but de ré-enregistrer les morceaux de chant, de guitare et de batterie. Nate Mendell et Chris Shiflett effectuent leurs parties plus tard aux studios The Hook de Los Angeles, sous la direction de Nick Raskulinecz puisque Dave Grohl doit retourner auprès de Queens of the Stone Age. Tired of You est la seule chanson des premières sessions qui est restée intacte. Brian May, le guitariste de Queen, y fait son apparition,.

## Parution et réception
One by One sort le 22 octobre 2002 et, le jour même, le groupe lance la tournée One by One Tour prévue pour faire la promotion de l'album avec un concert au Wiltern Theatre de Los Angeles. All My Life, le premier single de l'album, est publié avant l'album puisqu'il est disponible à la vente dès le 7 septembre,. Trois autres chansons issues de l'opus paraissent en single pendant l'année 2003 : Times Like These le 20 janvier, Low le 23 juin et Have It All le 22 septembre. La major BMG s'est associée à l'entreprise de télécommunication O2 et le fournisseur de musique Musiwave afin de promouvoir l'album en Europe via une campagne de publicité axée sur les téléphones portables.
À sa sortie, One by One est publié avec deux pochettes aux couleurs inversées, et une édition limitée à 575 000 exemplaires contenant un DVD en bonus est également mise en vente. La Norvège bénéficie d'une édition spéciale présentant cinq titres supplémentaire enregistrés au Oslo Spektrum le 4 décembre 2003,. Il existe aussi une version internationale limitée sur laquelle figurent sept chansons bonus : Walking a Line, trois chansons en concert et trois reprises (Sister Europe de The Psychedelic Furs, Danny Says des Ramones chantée par Chris Shiflett et A Life of Illusion de Joe Walsh chantée par Taylor Hawkins),. L'album paraît en double-vinyle Long Play et en DVD-Audio avec son en 5.1,.

### Accueil critique
One by One reçoit une critique relativement positive à sa sortie puisqu'il obtient un score de 75 % sur Metacritic basé sur dix-neuf analyses. Jon Pareles, de Rolling Stone, vante « les puissants riffs de guitare » et les paroles qui « ne se limitent pas à la vision personnelle et autobiographique de l'auteur, mais se veulent plus universelles ». Cet avis est partagé par Michael Paoletta, journaliste pour le Billboard, qui considère que les textes apportent « une intimité émotionnelle qui rend l'album encore plus satisfaisant », ce qui le place, selon lui, « parmi les meilleures œuvres du groupe ». Pour April Long du NME, « même les moments calmes donnent des frissons », cet album confirmant la qualité du groupe. L'écoute de l'album pour Ken Tucker, de Entertainment Weekly, est une « joie inattendue ». Il apprécie d'ailleurs les paroles et « son exploration des différentes relations, dans un couple, entre amis ou entre le groupe et ses fans ». Christopher Gray, de l'Austin Chronicle loue « le son puissant de l'album » et la « conservation de leurs instincts mélodiques » tout en espérant « qu'ils n'auront pas besoin d'être aussi proches de la séparation pour produire un aussi bon album la prochaine fois ». Raziq Rauf écrit sur Drowned in Sound « qu'une fois qu'on met de côté ses préjugés, on peut être capable de prendre assez de plaisir pour se rendre compte de la qualité » du disque. Il note d'ailleurs que les différents projets de Dave Grohl « l'ont conduit à produire un son remarquablement différent », « l'ont remis à neuf et réinventé, mais heureusement pas régénéré ».
En revanche, plusieurs critiques estiment qu'il n'atteint pas le niveau des standards de Foo Fighters. Ainsi, Stephen Thomas Erlewine de AllMusic dit que même si l'album est « bien joué et bien produit, il est trop lisse pour nous prendre aux tripes ». De plus, il estime que les chansons ne sont pas « aussi immédiates ou mémorables » que les précédentes compositions du groupe. Margaret Schwartz, de PopMatters, ajoute que One by One n'est « absolument pas satisfaisant malgré les qualités indéniables d'écriture et de production », lui reprochant notamment « de ne pas s'écarter suffisamment du style typique du groupe ». Stephen Thompson, pour The A.V. Club, le décrit comme « majoritairement médiocre, se contentant d'un rock fonctionnel, lisse et martelé pas plus approfondi que l'habituelle formule alliant évacuation de colère et rumination qui alterne morceaux bruyants et calmes ». Nick Reynolds, de la BBC, trouve pour sa part que l'album est « incohérent » et « qu'en dehors des quatre premières chansons, le reste n'est pas au niveau », concluant que « cela peut frustrer l'auditeur ». Il estime malgré tout que c'est un bon album. Eric Carr, de Pitchfork, est lui aussi assez négatif vis-à-vis de l'opus qu'il considère « surproduit » et où il voit des chansons « très légères et aseptisées », « d'habiles compositions mais qui manquent de force et de caractère ». Avec cet album, Robert Christgau pense même que le « pauvre Dave Grohl est définitivement rentré dans le rang ». Davey Boy, de Sputnikmusic, dit que le quatrième opus des Foo Fighters est « décevant et trop long », remarquant au passage que le groupe « a régressé dans presque tous les domaines où ils excellaient avant ». Ainsi, il ajoute que « le mélange de rock et de ballades est inconfortable, le niveau d'écriture en baisse et la (sur)production discutable » et qu'à son goût, « aucun titre ne restera mémorable ».
Côté francophone, l'avis est assez partagé. Ainsi, l'album figure parmi les deux-cents œuvres citées dans la Discothèque parfaite de l'Odyssée du rock de Gilles Verlant et Thomas Caussé puisqu'ils le voient « atteindre un sommet discographique » dont « les quatre premiers titres décollent à la verticale et vous emportent dans un tourbillon ». Pour eux, Dave Grohl y « disperse ses influences hard sans jamais oublier qu'il reste un fan de la pop des sixties », tandis que pour David Glaser, One by One ne contient que deux titres incontournables (Have It All et Low), « à écouter en montant le son puis en jetant le bouton ». Mais pour le reste, le journaliste des Inrocks s'avère très critique, jugeant le refrain de All My Life comme « du metal-Ikea en toc et en tics » et les trois derniers morceaux comme « tellement chargés d’appâts électriques et de grossièreté qu’ils finissent par asticoter douloureusement les branchies et l’oreille interne ».

### Succès commercial
L'album débute à la troisième place du Billboard 200 avec 122 000 exemplaires vendus la première semaine. Il reste dans le classement plus de cinquante semaines. Fin 2015, l'album est le troisième album le plus vendu de Foo Fighters aux États-Unis avec plus de 1 400 000 copies écoulées,. Il y est donc certifié disque de platine. Au niveau mondial, One by One est un succès puisqu'en janvier 2003, soit moins de six mois après sa sortie, RCA Records annonce qu'il a dépassé les 2 millions de ventes. Il est double disque platine en Australie, au Royaume-Uni et en Suède, disque de platine au Canada et disque d'or dans cinq autres pays,,,,. L'album atteint les sommets de plusieurs classements de ventes,, dont celui du Royaume-Uni qu'il atteint dès la première semaine. Il accède au top 5 de nombreux autres classements tels que le Media Control Chart en Allemagne ou le RIANZ en Nouvelle-Zélande. En France, il prend la 26e place du Top Albums à son entrée le 21 octobre 2002 mais n'y reste que sept semaines pour en ressortir le 13 janvier 2003,.
En 2003, le groupe remporte le Grammy Award de la meilleure performance hard rock pour la chanson All My Life. L'année suivante, l'album One by One est récompensé lors de la 46e cérémonie des Grammy Awards dans la catégorie du « Meilleur Album Rock ».

## Caractéristiques artistiques

### Description
À sa sortie, One by One est considéré comme « l'album le plus puissant du groupe », à tel point que Dave Grohl décrit « le son comme plus sombre et l'approche plus agressive par rapport à ce que fait habituellement le groupe ». Il dit aussi qu'il se rapproche plus de l'énergie de leurs concerts, ce qu'il attribue à la très longue tournée précédant son enregistrement et à la courte période au cours de laquelle ils ont refait les enregistrements. Il ajoute que même si certains morceaux du précédent album n'ont jamais été joués en spectacle, pour celui-ci, la liste des chansons peut être comparée à la programmation d'un concert qu'il jouerait tous les soirs. Il considère d'ailleurs le single All My Life comme très représentatif du son de l'album puisqu'il est « beaucoup plus agressif, mais aussi, un peu plus sombre, plus romantique et plus effrayant que ce qu'ils ont déjà fait ».

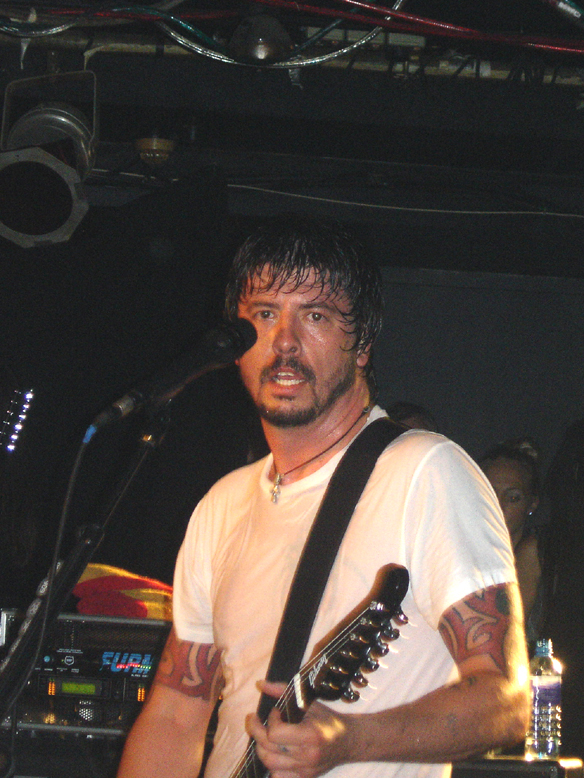
Dave Grohl et les membres de Foo Fighters étaient enthousiastes à la sortie de l'album, mais avec le temps, ils changèrent d'avis sur celui-ci.

À la fin des premiers enregistrements, le manager John Silva estime que ceux-ci ne rappellent pas suffisamment la sonorité habituelle du groupe et conseille donc à Dave Grohl de « ne pas essayer d'écrire des singles pour qu'ils se vendent bien et de redevenir bizarre ». Le groupe décide alors de faire de la musique plus expérimentale qui a pour vocation d'être jouée en spectacle. Finalement, One by One comprend des chansons moroses comme Have It All et Tired of You, un « opus épique » de sept minutes pour conclure avec Come Back et Halo dont le rythme est changeant et qui tire son inspiration de Tom Petty, Cheap Trick et Guided by Voices. Dave Grohl dit qu'ils ont tenté de faire une sonorité fusionnant dissonance et mélodie : « Nous avons pensé que ça allait être minable, que ça allait être horrible, puis j'ai fini par y ajouter cette harmonie en quatre parties, et soudain, c'était magnifique. Un peu comme si on passait du vulgaire au somptueux ».
Alors que Dave Grohl avait jusqu'à maintenant toujours refusé d'être trop introspectif dans ses paroles, sur One by One, il trouve qu'écrire des paroles sur lui correspond plus « avec le degré émotionnel que le groupe souhaite donner à sa musique ». La chanson Come Back en est l'exemple puisqu'elle « révèle tous ses côtés sombres et dégoûtants ». Les paroles d'une chanson sont généralement écrites peu de temps après l'enregistrement du chant d'une autre chanson Le chanteur décrit l'opus comme « 11 chansons d'amour torturées » dont le thème principal est « l'abandon de soi-même ». L'album contient également une séquence qui décrit les difficultés qu'on a à tomber amoureux, puis le sentiment de soulagement et de confort que procure l'amour. Dave Grohl tire en grande partie son inspiration dans sa nouvelle petite amie Jordyn Blum, aussi bien que dans la période trouble que traverse le groupe durant l'enregistrement, comme le montre la chanson Times Like These qui s'interroge sur l'absence des Foo Fighters et son avenir.
Lors de la sortie de l'album, le groupe a un avis relativement positif sur celui-ci puisque Dave Grohl qualifie les chansons « de meilleures que nous ayons jamais écrites ». Mais avec le temps, le groupe finit par trouver le résultat plutôt mauvais. Le chanteur se dit frustré car il estime qu'ils se sont trop précipités pour faire l'album, que « quatre chansons sont bonnes mais que les sept autres, il ne les a plus jamais rejouées de sa vie ». Taylor Hawkins considère pour sa part que « si vous pensez trop à quelque chose, ça devient stérile et c'est ce qui s'est passé » et Chris Shiflett déclare que « ce sont de bonnes chansons dans One by One, mais qu'en dehors de cet album, seulement certaines parties de celles-ci sont vraiment bonnes ».

### Pochette
Les illustrations de l'album sont réalisées par Raymond Pettibon qui a notamment travaillé avec les groupes de punk Black Flag et Minutemen. L'artiste est présenté à Dave Grohl par Mike Watt, ancien bassiste de Minutemen. Le chanteur de Foo Fighters visite sa maison et décide de l'engager pour réaliser le livret de l'album car « ils devaient en quelque sorte rendre hommage à Pettibon, comme on le fait pour un héros. Ce qu'il fait, ses images, cela restera gravé à jamais dans ma mémoire ». L'idée du thème avec le cœur pour le livret et les singles associés à l'album provient de Dave Grohl. En plus de la couverture blanche avec le cœur en noir, il existe aussi une version avec les couleurs inversées, ainsi qu'une version spéciale pour l'édition norvégienne avec le cœur en noir sur fond rouge. Les 575 000 premières copies comprenaient une édition limitée avec un DVD en bonus.
Le titre One by One est choisi parmi les paroles de la chanson All My Life.  Le groupe hésite avec 1 X 1 (prononcé one times one) mais opte finalement pour la première formulation car Dave Grohl considère « qu'en quelque sorte, ça a du sens » et peut même servir de référence dans une relation : « Une personne avec une autre, ou une après l'autre ». Il ajoute que le mot one (un en français) est souvent utilisé dans les paroles de l'album et qu'il évoque soit la solitude, soit le prolongement.

## Fiche technique

### Liste des chansons
Toutes les chansons sont écrites et composées par Dave Grohl, Nate Mendel, Taylor Hawkins et Chris Shiflett.
| 1.  | All My Life          | 4:23 |
| 2.  | Low                  | 4:28 |
| 3.  | Have It All          | 4:58 |
| 4.  | Times Like These     | 4:26 |
| 5.  | Disenchanted Lullaby | 4:33 |
| 6.  | Tired Of You         | 5:12 |
| 7.  | Halo                 | 5:06 |
| 8.  | Lonely As You        | 4:37 |
| 9.  | Overdrive            | 4:30 |
| 10. | Burn Away            | 4:59 |
| 11. | Come Back            | 7:49 |

| 12. | Walking a Line                                                              | 3:56 |
| 13. | Sister Europe (reprise de The Psychedelic Furs)                             | 5:10 |
| 14. | Danny Says (reprise de Ramones)                                             | 2:58 |
| 15. | Life of Illusion (reprise de Joe Walsh)                                     | 3:40 |
| 16. | For All the Cows (concert à Amsterdam)                                      | 3:31 |
| 17. | Monkey Wrench (concert à Melbourne)                                         | 4:01 |
| 18. | Next Year (en concert - uniquement sur les versions anglaises et chinoises) | 4:12 |

| 1. | Snoof (en concert)            | 4:24 |
| 2. | Times Like These (en concert) | 4:35 |
| 3. | Low (en concert)              | 4:35 |
| 4. | Aurora (en concert)           | 9:08 |
| 5. | Monkey Wrench (en concert)    | 8:21 |

| 1. | All My Life (versions vidéo / audio 5.1 / audio stéréo)    |  |
| 2. | Walking a Line (versions vidéo / audio 5.1 / audio stéréo) |  |
| 3. | The One (versions audio 5.1 / audio stéréo)                |  |
| 4. | Extras (making-of des vidéos + clips + photos)             |  |

| Les informations proviennent du livret fourni avec l'édition 2002 du CD. Foo Fighters - Dave Grohl : chant, guitare rythmique - Nate Mendel : basse - Taylor Hawkins : batterie, chant sur Life Of Illusion - Chris Shiflett : guitare solo, chant sur Danny Says Musiciens additionnels - Brian May : guitare sur Tired of You - Krist Novoselic : chœurs sur Walking a Line - Gregg Bissonette : batterie sur Danny Says | - Foo Fighters, Nick Raskulinecz et Adam Kasper (Tired of You) : production - Nick Raskulinecz : ingénieur du son - Bob Ludwig et Jim Scott : mixage - A.J. Lara, Bob Ludwig et Bob Michaels : mastering - Melinda Pepler : coordination de la production - A.J. Lara : édition numérique - Eddie Escalante : mise en données pour la création du CD - Kahni Davis : contrôle de la qualité - Rupesh Pattni : thème graphique - Raymond Pettibon : art et design de l'album - Anton Corbijn et Joshua White : photographie - Raymond Pettibon et Joshua White : illustrations - Hiro Arishima : notes sur la pochette |

## Classements et certifications
| Classement musical                 | Meilleure position |
| ---------------------------------- | ------------------ |
| Allemagne (Media Control AG)       | 5                  |
| Australie (ARIA)                   | 1                  |
| Autriche (Ö3 Austria Top 40)       | 19                 |
| Belgique (Flandre Ultratop)        | 22                 |
| Belgique (Wallonie Ultratop)       | 24                 |
| Canada (Canadian Albums)           | 3                  |
| Danemark (Tracklisten)             | 20                 |
| États-Unis (Billboard 200)         | 2                  |
| Finlande (Suomen virallinen lista) | 5                  |
| France (SNEP)                      | 26                 |
| Irlande (IRMA)                     | 1                  |
| Japon (Oricon)                     | 11                 |
| Nouvelle-Zélande (RIANZ)           | 3                  |
| Norvège (VG-lista)                 | 2                  |
| Pays-Bas (Mega Album Top 100)      | 12                 |
| Royaume-Uni (UK Albums Chart)      | 1                  |
| Royaume-Uni (Rock & Metal Albums)  | 1                  |
| Suède (Sverigetopplistan)          | 3                  |
| Suisse (Schweizer Hitparade)       | 28                 |

| Pays                     | Ventes      | Certifications |
| ------------------------ | ----------- | -------------- |
| Australie (ARIA)         | 140 000 +   | 2 × Platine    |
| Brésil (ABPD)            | 50 000 +    | Or             |
| Canada (Music Canada)    | 100 000 +   | Platine        |
| États-Unis (RIAA)        | 1 000 000 + | Platine        |
| Finlande (IFPI Finlande) | 15 000 +    | Or             |
| Japon (RIAJ)             | 100 000 +   | Or             |
| Norvège (IFPI Norvège)   | 15 000 +    | Or             |
| Nouvelle-Zélande (RMNZ)  | 7 500 +     | Or             |
| Royaume-Uni (BPI)        | 600 000 +   | 2 × Platine    |
| Suède (GLF)              | 80 000 +    | 2 × Platine    |

### Charts Singles
| Date | Single           | Chart                  | Durée du classement | Position |
| ---- | ---------------- | ---------------------- | ------------------- | -------- |
| 2002 | All My LIfe      | Hot 100                | 20 semaines         | 43e      |
| 2002 | All My LIfe      | Mainstream Rock Tracks | 32 semaines         | 3e       |
| 2002 | All My LIfe      | Alternative Songs      | 35 semaines         | 1er      |
| 2002 | All My LIfe      | Single Top 100         | 1 semaine           | 93e      |
| 2002 | All My LIfe      | ARIA charts            | 1 semaine           | 20e      |
| 2002 | All My LIfe      | FIMI                   | 3 semaines          | 30e      |
| 2002 | All My LIfe      | VG-lista               | 2 semaines          | 13e      |
| 2002 | All My LIfe      | RMNZ Singles Top40     | 1 semaine           | 46e      |
| 2002 | All My LIfe      | Mega Top 50            | 2 semaines          | 95e      |
| 2002 | All My LIfe      | Sverigetopplistan      | 2 semaines          | 37e      |
| 2002 | All My LIfe      | UK Singles Chart       | 15 semaines         | 5e       |
| 2003 | Times Like These | Billboard Hot 100      | 20 semaines         | 65e      |
| 2003 | Times Like These | Mainstream Rock Tracks | 26 semaines         | 5e       |
| 2003 | Times Like These | Alternative Songs      | 28 semaines         | 5e       |
| 2003 | Times Like These | ARIA Charts            | 6 semaines          | 22e      |
| 2003 | Times Like These | Mega Top 50            | 2 semaines          | 90e      |
| 2003 | Times Like These | UK Singles Chart       | 10 semaines         | 12e      |
| 2003 | Low              | Mainstream Rock Tracks | 10 semaines         | 23e      |
| 2003 | Low              | Alternative Songs      | 28 semaines         | 5e       |
| 2003 | Low              | ARIA Charts            | 1 semaine           | 40e      |
| 2003 | Low              | Mega Top 50            | 1 semaine           | 100e     |
| 2003 | Low              | UK Singles Chart       | 2 semaines          | 21e      |
| 2003 | Have It All      | UK Singles Chart       | 2 semaines          | 37e      |

### Ouvrages
- (en) Jeff Apter, The Dave Grohl Story, Music Sales Group, 2006, 424 p. (ISBN 978-1-84609-480-4)

1. 1 2 3  Apter 2006, p. 339-340
2. 1 2 3 4 5  Apter 2006, p. 350

Autres ouvrages
1. 1 2 3 4  (en) Paul Brannigan, This Is a Call : The Life and Times of Dave Grohl, Da Capo Press Inc, 2011, 352 p. (ISBN 978-0-306-81956-8), chap. 11 (« Disenchanted Lullaby »)
2. ↑  La discothèque parfaite de l'Odyssée du rock, Paris, Presses de la Cité, 2009, 381 p. (ISBN 978-2-258-08007-2)
3. ↑  (en) Charlotte Rivers, CD-Art : Innovation in CD Packaging Design, Rockport Publishers, 2008, 176 p. (ISBN 978-2-88893-013-6 et 2-88893-013-7), p. 118
4. ↑  One by One, Foo Fighters, 2002, Livret album, RCA Records, 7863-68008-2

### Articles de presse
1. ↑  (en) « The Maverick — Chris Shiflett: My Story », Metal Hammer,‎ 2005
2. 1 2 3  (en) Ian Winwood, « Courtney. Kurt. Drugs. Rehab. », Kerrang!,‎ mars 2002
3. 1 2 3 4 5 6  (en) Paul Brannigan, « Dave Grohl: AMERICAN HERO », Mojo,‎ novembre 2009
4. ↑  (en) Andrew Katchen, « Time Off Re-energizes the Foo Fighters », Billboard, vol. 114, no 42,‎ 19 octobre 2002 (lire en ligne)
5. 1 2 3  (en) Mark Blake, « My! They've Scrubbed Up Well! », Q magazine,‎ novembre 2002 (lire en ligne [PDF], consulté le 30 août 2012)
6. 1 2 3  (en) « Times Like These », Rhythm,‎ août 2003
7. 1 2  (en) Kevin Murphy, « Honor Roll », Classic Rock,‎ juillet 2005
8. ↑  (en) Alex Pappademas, « The Good Fight », Spin,‎ novembre 2002, p. 72 (lire en ligne)
9. 1 2  (en) Andrew Katchen, « Time Off Re-energizes the Foo Fighters », Billboard, vol. 114, no 42,‎ 19 octobre 2002 (lire en ligne)
10. ↑  (en) « At Home With... Taylor Hawkins », Metal Hammer,‎ novembre 2003
11. 1 2  (en) Paul Brannigan, « Big Mouth Strikes Again », Kerrang!,‎ septembre 2002
12. ↑  (en) Brian Garrity, « Foo Phones », Billboard,‎ 2 novembre 2001 (lire en ligne, consulté le 7 septembre 2012)
13. 1 2  (en) Jill Kipnis et Margo Whitmire, « Labels Turn to Bonus DVDs to Drive CD Sales », Billboard,‎ 7 décembre 2002, p. 100 (lire en ligne, consulté le 5 septembre 2012)
14. ↑  (en) « 15 Minutes with Dave Grohl », Sound and Vision,‎ novembre  2005, p. 16
15. ↑  (en) Christopher Walsh, « Remote Gives Oscars a Surround Mix », billboard,‎ 20 mars 2002, p. 100 (lire en ligne, consulté le 6 septembre 2012)
16. 1 2  (en) Michael Paoletta, « Reviews », Billboard,‎ 26 octobre 2002, p. 18 (lire en ligne, consulté le 9 septembre 2012)
17. ↑  (en) Jonathan Cohen, « Rock Steady », Billboard,‎ 18 août 2007 (lire en ligne, consulté le 7 septembre 2012)
18. ↑  (en) « The RCA Music Group is About to Explode! », Billboard,‎ 21 juin 2003 (lire en ligne, consulté le 7 septembre 2012)
19. ↑  (en) « Albums of the Year », Spin,‎ janvier 2003, p. 71 (lire en ligne)
20. 1 2  (en) Peter Murphy, « What It Feels Like For A Grohl », Hot Press,‎ octobre 2002
21. ↑  (en) Andy Greenwald, « The Chosen Foo », Spin,‎ août 2005, p. 57 (lire en ligne)
22. ↑  (en) Dan Nailen, « Grohl Pays Homage to His Punk Roots », Salt Lake Tribune,‎ mai 2003

### Autres sources
1. ↑  (en) « Concert V Festival 2001 », sur setlist.fm
2. 1 2  (en) Jon Wiederhorn, « Queens of the Stone Age Flex Their Star Power », sur mtv.com, 4 juin 2002 (consulté le 22 août 2012)
3. ↑  (en) Joe Bosso, « Nick Raskulinecz on producing Rush, Foo Fighters, Alice In Chains », sur musicradar.com, 3 novembre 2010 (consulté le 4 décembre 2011)
4. ↑  (en) Dave Grohl, « Long Time No See », sur foofighters.com, 15 janvier 2002 (version du 13 février 2002 sur Internet Archive)
5. ↑  (en) « Foo Fighters 29 Songs Into Fourth Album », sur billboard.com, 16 novembre 2001 (consulté le 30 août 2012)
6. ↑  (en) « New Foo, Offspring Songs Lead 'Orange County' », sur billboard.com, 11 décembre 2001 (consulté le 30 août 2012)
7. 1 2  (en) Joe D'Angelo, « Grohl Puts Foos On Hold, Returns To Drumkit With Queens », sur mtv.com, 18 avril 2002 (consulté le 30 août 2012)
8. 1 2 3  (en) Jon Wiederhorn, « 'I'm Just Screaming My Balls Off The Whole Time' - Dave Grohl On New Foo », sur mtv.com, 22 janvier 2002 (consulté le 30 août 2012)
9. 1 2 3 4  (en) Back and Forth, publié en 2011 par RCA Records
10. 1 2  (en) Gabriella, « Interview with the Foo Fighters », sur nyrock.com, novembre 2002 (consulté le 3 septembre 2012)
11. 1 2 3 4  (en) « 9 Million Words With Dave Grohl », sur spin.com, 19 juin 2003 (consulté le 3 septembre 2012)
12. ↑  (en) Alex Steininger, « Foo Fighters' Guitarist Chris Shiflett Talks About His Band, Jackson », sur inmusicwetrust.com, juillet-août 2003 (consulté le 4 septembre 2012)
13. ↑  (en) « Concert Coachella 2002 », sur setlist.fm
14. 1 2  (en) « Foo Dictionary », sur foofighters.com (version du 3 mai 2004 sur Internet Archive)
15. ↑  (en) Joe D'Angelo, « Foo Fighters Plan Mini-Tour Dates One By One », sur mtv.com, 8 octobre 2002 (consulté le 7 septembre 2012)
16. 1 2 3 4 5 6  (en) Corey Moss, « Foo Fighters Cross The Rock Line On One By One », sur mtv.com, 27 août 2002 (consulté le 23 août 2012)
17. ↑  (en) « Foo Fighters Music: All My Life », sur foofighters.com (consulté le 7 septembre 2012)
18. ↑  (en) « Foo Fighters Music: Tikes Like These », sur foofighters.com (consulté le 7 septembre 2012)
19. ↑  (en) « Billboard Bits: Foo Fighters, Fuel, moe.down », sur billboard.com (consulté le 7 septembre 2012)
20. ↑  (en) « Foo Fighters Music: Have It All », sur foofighters.com (consulté le 7 septembre 2012)
21. 1 2  (en) « FOO FIGHTERS Announce Support Acts For UK, German Tours », sur blabbermouth.net, 18 septembre 2002 (consulté le 5 août 2012)
22. ↑  (en) « One By One (Norwegian Edition) », sur foofighters.com (version du 3 janvier 2007 sur Internet Archive)
23. 1 2  (en) « édition norvégienne », sur discogs.com (consulté le 5 septembre 2012)
24. ↑  (en) Stephen Thomas Erlewine, « One by One (German Bonus Tracks) », sur allmusic.com (consulté le 6 septembre 2012)
25. ↑  (en) « One By One (2 Vinyl LPs) », sur myplaydirect.com (consulté le 6 septembre 2012)
26. 1 2  (en) « Foo Fighters:One By One (2002): Reviews », sur metacritic.com (consulté le 9 septembre 2012)
27. 1 2  (en) Stephen Thomas Erlewine, « One by One — Foo Fighters », sur allmusic.com (consulté le 9 septembre 2012)
28. 1 2  (en) Christopher Gray, « Foo Fighters — Music Review », sur austinchronicle.com, 22 novembre 2002 (consulté le 9 septembre 2012)
29. 1 2  (en) Davey Boy, « Foo Fighters One By One », sur sputnikmusic.com, 16 août 2008 (consulté le 10 novembre 2012)
30. 1 2  (en) Nick Reynolds, « Review — Foo Fighters, One By One », sur bbc.co.uk, 20 novembre 2002 (consulté le 9 septembre 2012)
31. 1 2  (en) « Foo Fighters », sur robertchristgau.com (consulté le 9 septembre 2012)
32. 1 2  (en) Ken Tucker, « One by One Review », sur ew.com, 25 octobre 2002 (consulté le 9 septembre 2012)
33. 1 2  (en) April Long, « Foo Fighters : One By One », sur nme.com, 18 octobre 2002 (consulté le 9 septembre 2012)
34. 1 2  (en) Eric Carr, « Foo Fighters: One by One », sur pitchfork.com, 8 décembre 2002 (consulté le 9 septembre 2012)
35. 1 2  (en) Margaret Schwartz, « Foo Fighters: One by One », sur popmatters.com, 29 novembre 2002 (consulté le 9 septembre 2012)
36. 1 2  (en) John Pareles, « Foo Fighters: One By One : Music Reviews », sur rollingstone.com, 22 octobre 2002 (consulté le 9 septembre 2012)
37. 1 2  (en) David Glaser, « -One By One - Les Inrocks », sur lesinrocks.com, 30 septembre 2002 (consulté le 12 septembre 2012)
38. ↑  (en) Raziq Rauf, « Foo Fighters One By One », sur drownedinsound.com, 22 octobre 2002 (consulté le 11 novembre 2012)
39. ↑  (en) Stephen Thompson, « Review — Foo Fighters, One By One », sur avclub.com, 25 octobre 2002 (consulté le 9 septembre 2012)
40. ↑  (en) « Coldplay Holds Foos, Backstreet From No. 1 », sur billboard.com, 13 juin 2005 (consulté le 7 septembre 2012)
41. ↑  (en) Kim Hughes, « Foo Fighters surpass 10 million sales mark (so yeah, they’re loaded) » [archive du 21 janvier 2012], sur inmusic.ca, 3 décembre 2011 (consulté le 7 septembre 2012)
42. ↑  (en) « FOO FIGHTERS Notch Their Sixth Million-Selling Album », sur blabbermouth.net (consulté le 5 janvier 2016)
43. 1 2  (en) « RIAA - Gold & Platinum », sur riaa.com (consulté le 19 septembre 2020)
44. 1 2  (en) « ARIA Charts — Accreditations - 2003 Albums », sur aria.com.au (consulté le 19 septembre 2020)
45. 1 2  (en) « BPI - certified awards », sur bpi.co.uk (consulté le 19 septembre 2020)
46. 1 2  (sv) « IFPI > Guld & Platina År 2003 », sur ifpi.se (consulté le 30 avril 2012)
47. 1 2  (en) « Certifications (CRIA) », sur musiccanada.com (consulté le 19 septembre 2020)
48. 1 2  (pt) « Certificados: Foo », sur abpd.org.br (consulté le 30 avril 2012)
49. 1 2  (fi) « Musiikkituottajat — Tilastot — Kulta- ja platinalevyt », sur ifpi.fi (consulté le 19 septembre 2020)
50. 1 2  (en) « BMG's regional approach fires Foos success », sur books.google.com (consulté le 30 avril 2012)
51. 1 2  (no) « IFPI Norsk platebransje », sur ifpi.no (consulté le 30 avril 2012)
52. 1 2  (en) « NZ Top 40 Albums Chart », sur nztop40.co.nz (consulté le 19 septembre 2020)
53. 1 2  (en) Australian-charts.com – Foo Fighters – One by One. ARIA Top 50 album. Hung Medien.
54. 1 2  (en) GfK Chart-Track. Irish Albums Chart. Irish Recorded Music Association.
55. ↑  (en) « Timberlake fails to top chart », sur bbc.co.uk, 27 octobre 2002 (consulté le 7 septembre 2012)
56. 1 2  (de) Charts.de – Foo Fighters – One by One. GfK Entertainment. PhonoNet GmbH.
57. 1 2  (en) Charts.org.nz – Foo Fighters – One by One. RIANZ. Hung Medien.
58. 1 2  Lescharts.com – Foo Fighters – One by One. SNEP. Hung Medien.
59. ↑  « Charts FR One by One », sur chartsinfrance.net (consulté le 7 septembre 2012)
60. ↑  (en) « 2002 Grammy Award Winners », sur grammy.com (consulté le 9 septembre 2012)
61. ↑  (en) « 2003 Grammy Award Winners », sur grammy.com (consulté le 9 septembre 2012)
62. ↑  (en) Corey Moss, « Foo Fighters Out To Show They Can 'Really Do It Up' », sur mtv.com, 14 août 2002 (consulté le 9 septembre 2012)
63. 1 2 3  (en) Jon Wiederhorn, « Dave Grohl: Rock Royal », sur mtv.com, juin 2002 (consulté le 8 septembre 2012)
64. ↑  (en) Austin Scaggs, « Foos Reclaim Their Honor », sur rollingstone.com, 29 avril 2005 (version du 20 juin 2008 sur Internet Archive)
65. ↑  (en) [vidéo][interview] « Foo Fighters MTV2 Interview », 2002, MTV2 (consulté le 23 août 2012)
66. ↑  (en) « Foo Fighters – One By One », sur discogs.com (consulté le 17 novembre 2012)
67. ↑  (de) Austriancharts.at – Foo Fighters – One by One. Ö3 Austria Top 40. Hung Medien.
68. ↑  (nl) Ultratop.be – Foo Fighters – One by One. Ultratop 200 albums. Ultratop et Hung Medien / hitparade.ch.
69. ↑  Ultratop.be – Foo Fighters – One by One. Ultratop 200 albums. Ultratop et Hung Medien / hitparade.ch.
70. ↑  (en) Foo Fighters - Chart history – Billboard. Canadian Albums Chart. Prometheus Global Media.
71. ↑  (da) Danishcharts.com – Foo Fighters – One by One. Tracklisten. Hung Medien.
72. ↑  (en) Foo Fighters - Chart history – Billboard. Billboard 200. Prometheus Global Media.
73. ↑  (fi) Finnishcharts.com – Foo Fighters – One by One. Suomen virallinen lista. Hung Medien.
74. ↑  (ja) Oricon Top 50 Albums. Top 50 Albums. Oricon.
75. ↑  (en) Norwegiancharts.com – Foo Fighters – One by One. VG-lista. Hung Medien.
76. ↑  (nl) Dutchcharts.nl – Foo Fighters – One by One. Mega Album Top 100. Hung Medien.
77. ↑  (en) Official Albums Chart Top 100. UK Albums Chart. The Official Charts Company.
78. ↑  (en) Archive Chart. Rock & Metal Albums. The Official Charts Company.
79. ↑  (en) Swedishcharts.com – Foo Fighters – One by One. Sverigetopplistan. Hung Medien.
80. ↑  (en) Swisscharts.com – Foo Fighters – One by One. Schweizer Hitparade. Hung Medien.
81. ↑  (en) billboard.com/foo fighters_all my life/chart history/billboard hot 100
82. ↑  (en) billboard.com/foo fighters_all my life/chart history/mainstream rock tracks
83. ↑  (en) billboard.com/foo fighters_all my life/chart history/alternative songs
84. ↑  (de) offiziellecharts.de/suche/foo fighters/singles
85. 1 2 3 4 5  (de) hitparade.ch/song/foo fighters_all my life
86. ↑  (en) [ charts.nz/songs//]
87. 1 2 3 4  (en) officialcharts.com/archives/foo fighters/singles
88. ↑  (en) billboard.com/foo fighters_times like these/chart history/billboard hot 100
89. ↑  (en) billboard.com/foo fighters_times like these/chart history/mainstream rock tracks
90. ↑  (en) billboard.com/foo fighters_times like these/chart history/alternative songs
91. ↑  (de) australian-charts.com/song/foo fighters_times like these
92. ↑  (nl) dutchcharts.nl/song/foo fighters_times like these
93. ↑  (en) billboard.com/foo fighters_low/chart history/mainstream rock tracks
94. ↑  (en) billboard.com/foo fighters_low/chart history/alternative songs
95. ↑  (de) australian-charts.com/song/foo fighters_low
96. ↑  (nl) dutchcharts.nl/song/foo fighters_low